# Lament
|  | Denne artikel er oprettet af botten Steenthbot ud fra en ekstern database. Den kan derfor have sproglige fejl eller mangler. Denne skabelon kan fjernes efter kontrol af indholdet. |

Lament er en dansk filmskolefilm fra 2022 instrueret af Anne Sineád Hodgers.